# EchoStar
EchoStar Corporation es una compañía pública estadounidense propietaria y operadora de una flota de satélites de comunicaciones para su filial Dish Network. También diseña y manufactura receptores decodificadores de televisión para captar transmisiones digitales libres (TDT) en el Reino Unido, así como también receptores para Bell TV en Canadá.
EchoStar es dueña de Sling Media Archivado el 6 de marzo de 2017 en Wayback Machine., empresa encargada de diseñar y construir el Slingbox y de Hughes Communications Inc.; también fue la compañía matriz de Dish Network hasta su separación en diciembre de 2007.

## Historia
EchoStar fue formada originalmente como "EchoSphere" en 1980 por Charles Ergen como una empresa minorista distribuidora de sistema de televisión en Banda C; "EchoSphere" proviene de la unión de las palabras: "Echo 1" (satélite experimental de la NASA) y "Sphere" (por la forma parabólica de las antenas receptoras).
En 1987 solicitó a la Federal Communications Commission la licencia para transmisión directa por satélite (DTH), siéndole concedido el acceso a la posición orbital 119° Oeste en 1992.
En diciembre de 1995, fue lanzado con éxito su primer satélite, el EchoStar I en China. El 4 de marzo de 1996, EchoStar estableció la marca Dish Network para comercializar sistema residencial de televisión satelital.
En 1998, EchoStar compró los activos de transmisión de un satélite propiedad de una joint venture entre News Corp., ASkyB y MCI Worldcom; con esta compra obtuvo 28 de los 32 transpondedores en la posición orbital 110° Oeste, más del doble de capacidad de transmisión existente para el CONUS con un valor de $682.5 millones. Esta adquisición inspiró a la compañía para introducir un sistema multi-satélite llamado Dish 500, en teoría, capaz de recibir más de 500 canales con una sola antena. La señal es enviada al hogar mediante la Banda Ku (12,2-12.7 GHz), es convertida por la antena en frecuencia intermedia (950-1450 MHz), Recientemente con el DishPro se utilizan también las frecuencias 1650-2150 MHz. Ese mismo año, EchoStar, en asociación con Bell Canada lanzan Dish Network Canada.
El 24 de septiembre de 2007, EchoStar anuncia un acuerdo para adquirir Sling Media Inc. en una transacción valuada en aproximadamente $380 millones.
El 2 de enero de 2008, Dish Network se separó la parte de tecnología e infraestructura de la compañía; se crearon dos entidades dividiendo las acciones entre ellas, una se llamó Dish Network Corporation, que consistía principalmente en el negocio del sistema Dish Network, y la otra, EchoStar Broadcasting Corporation, que conservó la propiedad de la tecnología incluidos los satélites, Sling Media, y la rama de desarrollo de los set-top-box.
El 14 de febrero de 2011, EchoStar anunció la adquisición de Hughes Communications Inc. en un trato valuado en $1.3 billones.

## Flota satelital
| Satélite               | Ubicación             | Fecha de lanzamiento     | Tipo                                              | Notas |
| ---------------------- | --------------------- | ------------------------ | ------------------------------------------------- | --- |
| EchoStar I             | 77° Oeste             | 28 de diciembre de 1995  | Lockheed Martin Astro Space Series 7000 (AS-7000) | Ubicado en la posición 77° Oeste es utilizado para proveer el servicio de televisión Dish México |
| EchoStar II            | 148° Oeste            | 10 de septiembre de 1996 | Lockheed Martin Astro Space Series 7000 (AS-7000) | |
| EchoStar III           | 61.50° Oeste          | 5 de octubre de 1997     | Lockheed Martin Missiles and Space A2100AX        | El satélite ha mostrado numerosas fallas, será reemplazado en un futuro |
| EchoStar IV            | 77° Oeste (inclinado) | 8 de mayo de 1998        | Lockheed Martin Missiles and Space A2100AX        | EchoStar colocó este satélite en la posición orbital 77° Oeste controlado por México para ofrecer el servicio Dish México |
| EchoStar V             | 148° Oeste            | 23 de septiembre de 1999 | Space Systems/Loral LS-1300                       | EchoStar V fue reemplazado en la posición 129° (HD nacional y HD y SD locales) por el Ciel 2. Echostar V ha sido apagado y puesto fuera de órbita de emergencia |
| EchoStar VI            | 61.5° Oeste           | 14 de julio de 2000      | Space Systems/Loral LS-1300                       | Recientemente movido a la posición 72.5° después de ser reemplazado. Este satélite es usado como respaldo |
| EchoStar VII           | 119° Oeste            | 21 de febrero de 2002    | Lockheed Martin Missiles and Space A2100AX        | |
| EchoStar VIII          | 77° Oeste             | 21 de agosto de 2002     | Space Systems/Loral LS-1300                       | |
| EchoStar IX/Galaxy 23  | 121° Oeste            | 7 de agosto de 2003      | Space Systems/Loral LS-1300                       | Este satélite is propiedad de EchoStar e Intelsat. La Banda Ku es propiedad de EchoStar. La Banda Ka es propiedad de EchoStar pero actualmente no está en uso. La Banda C es propiedad de Intelsat y es conocida como Galaxy 23                                                              |
| EchoStar X             | 110° Oeste            | 15 de febrero de 2006    | Lockheed Martin Missiles and Space A2100AX        | |
| EchoStar XI            | 110° Oeste            | 15 de julio de 2008      | Space Systems/Loral LS-1300                       | Lanzado el 15 de julio de 2008 |
| Echostar XII/Rainbow 1 | 61.5° Oeste           | 17 de julio de 2003      | Lockheed-Martin AS2100                            | Rainbow 1 fue lanzado por Cablevision/Rainbow DBS y se usó para el servicio Voom DBS en la posoción 61.5° Oeste, hasta que el satélite fue vendido a Echostar en 2005. En marzo de 2006 Dish Network lo renombró a EchoStar 12. Esta co-ubicado con el EchoStar 3 en la posición 61.5° Oeste |
| EchoStar XIII          | --                    | No lanzado               | Space Systems/Loral LS-1300                       | Sería lanzado en China, Nunca se lanzó |
| EchoStar XIV           | 119° Oeste            | 19 de marzo de 2010      | Space Systems/Loral LS-1300                       | Diseñado para mejorar la señal en canales locales |
| EchoStar XV            | 61.5° Oeste           | 10 de julio de 2010      | Space Systems/Loral LS-1300                       | Ubicado en la posición 61.5° Oeste |
| EchoStar XVI           | 61.5° Oeste           | 20 de noviembre de 2012  | Space Systems/Loral LS-1300                       | Proveerá capacidad adicional en la ubicación orbital 61.5 |